# One More Chance (singel Madonny)
One More Chance – singel Madonny z albumu Something to Remember.
Do piosenki nie nakręcono teledysku, gdyż w tamtym czasie Madonna była zajęta nagrywaniem filmu Evita. Piosenka osiągnęła średni sukces na listach przebojów. Jedynie we Włoszech dotarła do pierwszej dziesiątki. Z kolei w Wielkiej Brytanii (UK Singles Chart) i Polsce (LP3) zajęła odpowiednio 11. i 12. miejsce.